# Cukrownia Gosławice
Cukrownia Gosławice – osiedle Konina położone w północnej części miasta, nad brzegiem Jeziora Pątnowskiego, około 10 km na północ od centrum prawobrzeżnego Konina. Osiedle jest częścią dzielnicy Łężyn.
W latach 1910–1912 w południowej części wsi Łężyn wybudowano istniejącą do 2008 r. cukrownię, przy której utworzono niewielką osadę robotniczą. Było to zaczątkiem dzisiejszego osiedla, które włączono w obręb miasta w 1976 roku.
W latach 1954–1967 miejscowość należała i była siedzibą władz gromady Cukrownia Gosławice, po jej zniesieniu w gromadzie Gosławice. 